# Maggie Smith
Maggie Smith, właśc. Margaret Natalie Smith (ur. 28 grudnia 1934 w Ilfordzie, zm. 27 września 2024 w Londynie) – brytyjska aktorka. Laureatka licznych wyróżnień, w tym dwóch Oscarów, pięciu BAFTA, czterech Emmy, Tony, pięciu Nagród Gildii Aktorów Ekranowych, trzech Złotych Globów i honorowej Laurence Olivier Award. Należy do ścisłego grona laureatów potrójnej korony aktorstwa (Oscara, Emmy i Tony).
W swojej karierze otrzymała wiele zaszczytów m.in. Order Imperium Brytyjskiego w 1990 roku oraz honorowy tytuł szlachecki Dame. Znana była ze swoich charakterystycznych ról kostiumowych.

## Życiorys
Maggie Smith urodziła się w rodzinie Nathaniela Smitha (1902–1991), lekarza patologa, pracującego na Uniwersytecie Oksfordzkim i sekretarki, pochodzącej ze Szkocji, Margaret Little (1896–1977). W wieku czterech lat przeprowadziła się z rodziną do Oksfordu. Miała braci bliźniaków starszych od niej o sześć lat, Alistaira (zm. 1981) i Iana. Smith kształciła się w Oxford High School do szesnastego roku życia, kiedy to opuściła szkołę, aby studiować aktorstwo.
Smith rozpoczęła karierę sceniczną jako studentka, występując w Oxford Playhouse w 1952 roku -zadebiutowała na Broadwayu w sztuce New Faces of '56. W 1959 dołączyła do Old Vic Company. W 1963 została zaangażowana do The National Theatre.
Po raz pierwszy pojawiła się na ekranie w 1956. Pierwszą nominację do Oscara dla najlepszej aktorki drugoplanowej zdobyła za rolę w filmowej adaptacji Otella (1965) jako Desdemona u boku Laurence’a Oliviera, Dereka Jacobiego i Michaela Gambona. Popularność przyniosła jej rola w filmie Pełnia życia panny Brodie (1969). W 1970 roku Smith zagrała tytułową rolę w inscenizacji sztuki Henrika Ibsena Hedda Gabler w reżyserii Ingmara Bergmana. W 1978 roku Smith zagrała u boku Michaela Caine’a w Suicie kalifornijskiej według Neila Simona, za którą otrzymała Oscara dla najlepszej aktorki drugoplanowej. W 1985 roku Smith wcieliła się w postać Charlotte Bartlett w produkcji Pokój z widokiem, za którą była ponownie nominowana do Oscara.
W 1992 roku Smith wystąpiła u boku Whoopi Goldberg w komedii Zakonnica w przebraniu i jej sequelu, Zakonnica w przebraniu 2 (1993). Wystąpiła w dwóch filmach Agnieszki Holland – Tajemniczy ogród (1994) oraz Washington Square (1997). W 2001 roku Smith pojawiła się w brytyjskim kryminale Gosford Park, wyreżyserowanym przez Roberta Altmana. Rola ta przyniosła jej szóstą nominację do Oscara dla najlepszej aktorki drugoplanowej. Na początku XXI wieku popularność dała jej rola prof. McGonagall w serii filmów o Harrym Potterze (2001–2011) oraz Violet Crawley w serialu Downton Abbey (2010–2015).
Obok sześciu nominacji i dwóch wygranych Nagród Akademii Filmowej, otrzymała również nagrodę Tony, cztery nagrody Primetime Emmy, pięć nagród Brytyjskiej Akademii Filmowej i trzy Złote Globy. W 1994 roku Smith otrzymała tytuł doktora honoris causa Uniwersytetu w Cambridge.

## Życie prywatne
29 czerwca 1967 roku wyszła za mąż za aktora Roberta Stephensa. Mieli dwóch synów, aktorów Chrisa (ur. 1967) i Toby’ego (ur. 1969). Po rozwodzie w 1975 roku, Smith wyszła ponownie za mąż za dramaturga Beverleya Crossa i pozostali małżeństwem do jego śmierci w 1998 roku.
W 1988 roku zdiagnozowano u niej chorobę Gravesa-Basedowa. Aktorka przeszła w 2007 roku operację usunięcia nowotworu piersi.
Zmarła rano 27 września 2024 w Chelsea and Westminster Hospital, w Londynie.

## Filmografia

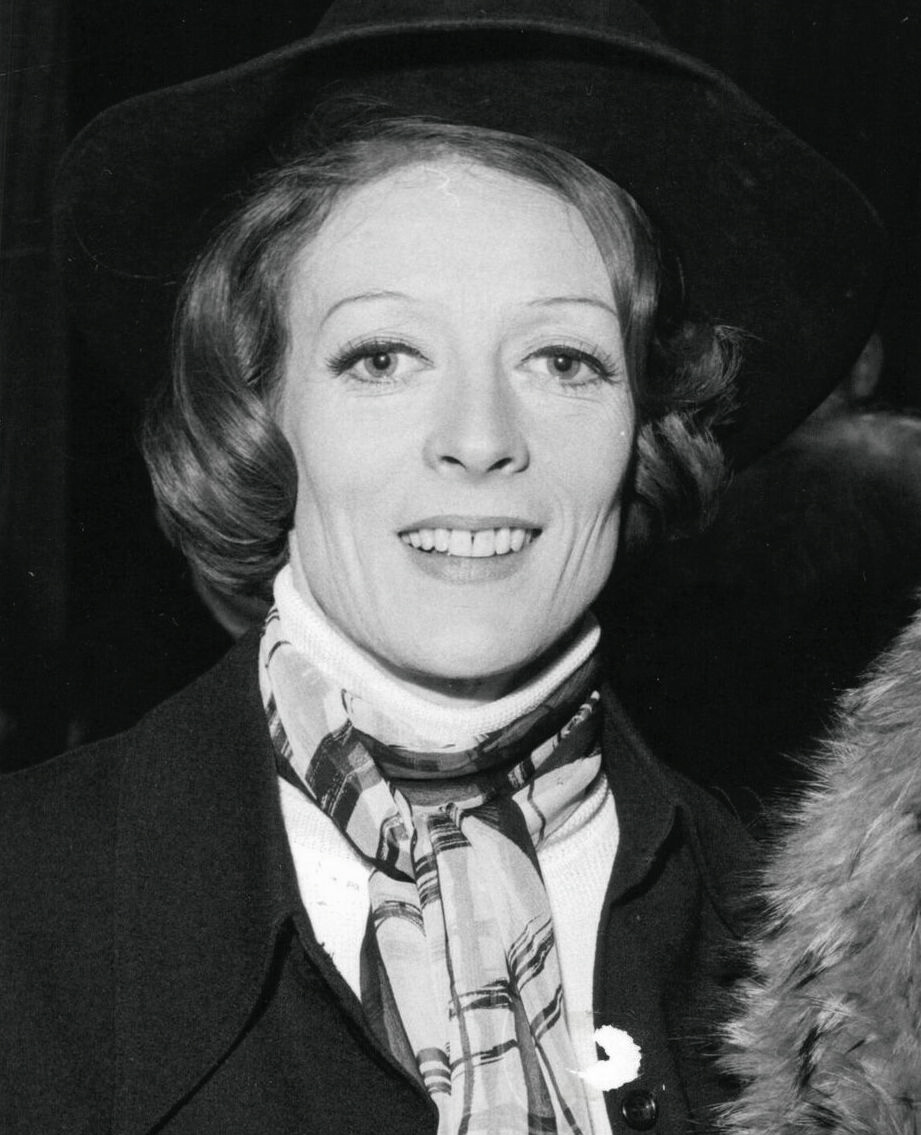
Maggie Smith (1973)

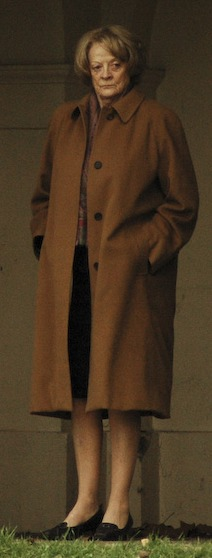
Maggie Smith (2007)

### Filmy
| Rok  | Tytuł                                            | Rola                    | Reżyser              | Dodatkowe informacje |
| ---- | ------------------------------------------------ | ----------------------- | -------------------- | -------------------- |
| 1956 | Child in the House                               | gość na przyjęciu       | Cy Endfield          |                      |
| 1957 | Sing for Your Supper                             | Ann Carter              | nieznany             | film telewizyjny     |
| 1958 | Nowhere to Go                                    | Bridget Howard          | Seth Holt            |                      |
| 1962 | Go to Blazes                                     | Chantal                 | Michael Truman       |                      |
| 1963 | Z życia VIP-ów                                   | panna Mead              | Anthony Asquith      |                      |
| 1964 | Zjadacz dyń                                      | Philpot                 | Jack Clayton         |                      |
| 1965 | Młody Cassidy                                    | Nora                    | Jack Cardiff         |                      |
| 1965 | Otello                                           | Desdemona               | Stuart Burge         |                      |
| 1967 | Garniec miodu                                    | Sarah Watkins           | Joseph L. Mankiewicz |                      |
| 1967 | Much Ado About Nothing                           | Beatrice                | Alan Cooke           | film telewizyjny     |
| 1968 | Gorące miliony                                   | Patty Terwilliger Smith | Eric Till            |                      |
| 1969 | Pełnia życia panny Brodie                        | Jean Brodie             | Ronald Neame         |                      |
| 1969 | Och! Co za urocza wojenka                        | gwiazda music hallu     | Richard Attenborough |                      |
| 1972 | Podróże z moją ciotką                            | Augusta Bertram         | George Cukor         |                      |
| 1973 | Miłość i ból i ta cała cholerna reszta           | Lila Fisher             | Alan J. Pakula       |                      |
| 1976 | Zabity na śmierć                                 | Dora Charleston         | Robert Moore         |                      |
| 1978 | Śmierć na Nilu                                   | Miss Bowers             | John Guillermin      |                      |
| 1978 | Suita kalifornijska                              | Diana Barrie            | Herbert Ross         |                      |
| 1981 | Kwartet                                          | Lois Heidler            | James Ivory          |                      |
| 1981 | Zmierzch tytanów                                 | Thetis                  | Desmond Davis        |                      |
| 1982 | Zło czai się wszędzie                            | Daphne Castle           | Guy Hamilton         |                      |
| 1982 | Misjonarz                                        | Isabel Ames             | Richard Loncraine    |                      |
| 1983 | Lepiej późno niż wcale                           | panna Anderson          | Bryan Forbes         |                      |
| 1984 | Trzeba grać                                      | Lily Wynn               | Károly Makk          |                      |
| 1984 | Prywatne zajęcia                                 | Joyce Chilvers          | Malcolm Mowbray      |                      |
| 1985 | Pokój z widokiem                                 | Charlotte Bartlett      | James Ivory          |                      |
| 1987 | Samotna pasja Judith Hearne                      | Judith Hearne           | Jack Clayton         |                      |
| 1990 | Romeo.Juliet                                     | Rozalina                | Armondo Linus Acosta | głos                 |
| 1991 | Hook                                             | Wendy Darling           | Steven Spielberg     |                      |
| 1992 | Zakonnica w przebraniu                           | matka przełożona        | Emile Ardolino       |                      |
| 1993 | Tajemniczy ogród                                 | pani Medlock            | Agnieszka Holland    |                      |
| 1993 | Zakonnica w przebraniu 2: Powrót do habitu       | matka przełożona        | Bill Duke            |                      |
| 1995 | Richard III                                      | Cecylia Neville         | Richard Loncraine    |                      |
| 1996 | Zmowa pierwszych żon                             | Gunilla Garson Goldberg | Hugh Wilson          |                      |
| 1997 | Plac Waszyngtona                                 | Lavinia Penniman        | Agnieszka Holland    |                      |
| 1999 | Goście z zaświatów                               | Lily Marlowe            | Peter Yates          |                      |
| 1999 | Herbatka z Mussolinim                            | Hester Random           | Franco Zeffirelli    |                      |
| 1999 | Ostatni wrzesień                                 | Myra Naylor             | Deborah Warner       |                      |
| 1999 | All the King’s Men                               | Aleksandra Duńska       | Julian Jarrold       | film telewizyjny     |
| 2001 | Harry Potter i Kamień Filozoficzny               | Minerwa McGonagall      | Chris Columbus       |                      |
| 2001 | Gosford Park                                     | Constance Trentham      | Robert Altman        |                      |
| 2002 | Boskie sekrety siostrzanego stowarzyszenia Ya-Ya | Caro Eliza Bennett      | Callie Khouri        |                      |
| 2002 | Harry Potter i Komnata Tajemnic                  | Minerwa McGonagall      | Chris Columbus       |                      |
| 2003 | Mój dom w Umbrii                                 | Emily Delahunty         | Richard Loncraine    | film telewizyjny     |
| 2004 | Harry Potter i więzień Azkabanu                  | Minerwa McGonagall      | Alfonso Cuarón       |                      |
| 2004 | Lawendowe wzgórze                                | Janet Widdington        | Charles Dance        |                      |
| 2005 | Harry Potter i Czara Ognia                       | Minerwa McGonagall      | Mike Newell          |                      |
| 2005 | Wszystko zostaje w rodzinie                      | Grace Hawkins           | Niall Johnson        |                      |
| 2007 | Zakochana Jane                                   | pani Gresham            | Julian Jarrold       |                      |
| 2007 | Harry Potter i Zakon Feniksa                     | Minerwa McGonagall      | David Yates          |                      |
| 2007 | Opowieść Mary                                    | Mary Gilbert            | Stephen Poliakoff    | film telewizyjny     |
| 2009 | Harry Potter i Książę Półkrwi                    | Minerwa McGonagall      | David Yates          |                      |
| 2009 | Od czasu do czasu                                | Linnet Oldknow          | Julian Fellowes      |                      |
| 2010 | Niania i wielkie bum                             | Agatha Docherty         | Susanna White        |                      |
| 2011 | Gnomeo i Julia                                   | pani Bluebury           | Kelly Asbury         | głos                 |
| 2011 | Harry Potter i Insygnia Śmierci: Część II        | Minerwa McGonagall      | David Yates          |                      |
| 2012 | Hotel Marigold                                   | Muriel Donnelly         | John Madden          |                      |
| 2012 | Kwartet                                          | Jean Horton             | Dustin Hoffman       |                      |
| 2014 | Moja staruszka                                   | Mathilde Girard         | Israel Horovitz      |                      |
| 2015 | Drugi Hotel Marigold                             | Muriel Donnelly         | John Madden          |                      |
| 2015 | Dama w vanie                                     | panna Shepherd          | Nicholas Hytner      |                      |
| 2018 | Gnomeo i Julia. Tajemnica zaginionych krasnali   | pani Bluebury           | John Stevenson       | głos                 |
| 2019 | Downton Abbey                                    | Violet Crawley          | Michael Engler       |                      |
| 2021 | Chłopiec zwany Gwiazdką                          | Ruth                    | Gil Kenan            |                      |
| 2022 | Downton Abbey: Nowa epoka                        | Violet Crawley          | Simon Curtis         |                      |
| 2023 | Klub cudownych kobiet                            | Lily Fox                | Thaddeus O’Sullivan  |                      |

### Seriale telewizyjne
| Rok       | Tytuł                    | Rola                  | Odcinki                   |
| --------- | ------------------------ | --------------------- | ------------------------- |
| 1956      | The Adventures of Aggie  | Fiona Frobisher-Smith | „Cobalt Blue”             |
| 1959      | ITV Television Playhouse | Elaine                | „Sunday Out of Season”    |
| 1959      | ITV Television Playhouse | Doto                  | „A Phoenix Too Frequent”  |
| 1960      | ITV Television Playhouse | Penelope              | „Penelope”                |
| 1961      | ITV Television Playhouse | Rose                  | „The Savages”             |
| 1974–75   | The Carol Burnett Show   | różne role            | 3 odcinki                 |
| 1983      | All for Love             | pani Silly            | „Mrs Silly”               |
| 1988      | Talking Heads            | Susan                 | „A Bed Among the Lentils” |
| 1992      | Screen Two               | Mabel Pettigrew       | „Memento Mori”            |
| 1993      | Great Performances       | Violet Venable        | „Suddenly, Last Summer”   |
| 1999      | David Copperfield        | Betsey Trotwood       | 2 odcinki (miniserial)    |
| 2010–2016 | Downton Abbey            | Violet Crawley        | 52 odcinki                |

## Nagrody i nominacje
| Nagroda                                                                        | Rok  | Kategoria                                                                     | Nominowana twórczość                                | Rezultat  | Źr.    |
| ------------------------------------------------------------------------------ | ---- | ----------------------------------------------------------------------------- | --------------------------------------------------- | --------- | ------ |
| Laurence Olivier Awards                                                        | 1981 | Aktorka roku w nowej sztuce                                                   | Virginia                                            | Nominacja | [ 11 ] |
| Laurence Olivier Awards                                                        | 1985 | Występ komediowy roku                                                         | The Way of the World                                | Nominacja | [ 12 ] |
| Laurence Olivier Awards                                                        | 1987 | Aktorka roku                                                                  | Lettice and Lovage / Coming in to Land              | Nominacja | [ 13 ] |
| Laurence Olivier Awards                                                        | 1994 | Najlepszy występ komediowy                                                    | Bądźmy poważni na serio                             | Nominacja | [ 14 ] |
| Laurence Olivier Awards                                                        | 1998 | Najlepsza aktorka                                                             | Delikatna równowaga                                 | Nominacja | [ 15 ] |
| Laurence Olivier Awards                                                        | 2000 | Najlepsza aktorka                                                             | Dama w vanie                                        | Nominacja | [ 16 ] |
| Laurence Olivier Awards                                                        | 2010 | Nagroda specjalna                                                             | —                                                   | Wygrana   | [ 17 ] |
| Nagrody Akademii Filmowej (Oscary)                                             | 1966 | Najlepsza aktorka drugoplanowa                                                | Otello                                              | Nominacja | [ 18 ] |
| Nagrody Akademii Filmowej (Oscary)                                             | 1970 | Najlepsza aktorka                                                             | Pełnia życia panny Brodie                           | Wygrana   | [ 18 ] |
| Nagrody Akademii Filmowej (Oscary)                                             | 1973 | Najlepsza aktorka                                                             | Podróże z moją ciotką                               | Nominacja | [ 18 ] |
| Nagrody Akademii Filmowej (Oscary)                                             | 1979 | Najlepsza aktorka drugoplanowa                                                | Suita kalifornijska                                 | Wygrana   | [ 18 ] |
| Nagrody Akademii Filmowej (Oscary)                                             | 1987 | Najlepsza aktorka drugoplanowa                                                | Pokój z widokiem                                    | Nominacja | [ 18 ] |
| Nagrody Akademii Filmowej (Oscary)                                             | 2002 | Najlepsza aktorka drugoplanowa                                                | Gosford Park                                        | Nominacja | [ 18 ] |
| Nagrody Brytyjskiej Akademii Filmowej (BAFTA)                                  | 1959 | Najbardziej obiecujący debiut filmowy                                         | Nowhere to Go                                       | Nominacja | [ 19 ] |
| Nagrody Brytyjskiej Akademii Filmowej (BAFTA)                                  | 1966 | Najlepsza aktorka brytyjska                                                   | Młody Cassidy                                       | Nominacja | [ 19 ] |
| Nagrody Brytyjskiej Akademii Filmowej (BAFTA)                                  | 1970 | Najlepsza aktorka                                                             | Pełnia życia panny Brodie                           | Wygrana   | [ 19 ] |
| Nagrody Brytyjskiej Akademii Filmowej (BAFTA)                                  | 1979 | Najlepsza aktorka drugoplanowa                                                | Śmierć na Nilu                                      | Nominacja | [ 19 ] |
| Nagrody Brytyjskiej Akademii Filmowej (BAFTA)                                  | 1980 | Najlepsza aktorka                                                             | Suita kalifornijska                                 | Nominacja | [ 19 ] |
| Nagrody Brytyjskiej Akademii Filmowej (BAFTA)                                  | 1982 | Najlepsza aktorka                                                             | Kwartet                                             | Nominacja | [ 19 ] |
| Nagrody Brytyjskiej Akademii Filmowej (BAFTA)                                  | 1985 | Najlepsza aktorka                                                             | Prywatne zajęcia                                    | Wygrana   | [ 19 ] |
| Nagrody Brytyjskiej Akademii Filmowej (BAFTA)                                  | 1987 | Najlepsza aktorka pierwszoplanowa                                             | Pokój z widokiem                                    | Wygrana   | [ 19 ] |
| Nagrody Brytyjskiej Akademii Filmowej (BAFTA)                                  | 1989 | Najlepsza aktorka pierwszoplanowa                                             | Samotna pasja Judith Hearne                         | Wygrana   | [ 19 ] |
| Nagrody Brytyjskiej Akademii Filmowej (BAFTA)                                  | 1994 | Najlepsza aktorka drugoplanowa                                                | Tajemniczy ogród                                    | Nominacja | [ 19 ] |
| Nagrody Brytyjskiej Akademii Filmowej (BAFTA)                                  | 2000 | Najlepsza aktorka drugoplanowa                                                | Herbatka z Mussolinim                               | Wygrana   | [ 19 ] |
| Nagrody Brytyjskiej Akademii Filmowej (BAFTA)                                  | 2002 | Najlepsza aktorka drugoplanowa                                                | Gosford Park                                        | Nominacja | [ 19 ] |
| Nagrody Brytyjskiej Akademii Filmowej (BAFTA)                                  | 2016 | Najlepsza aktorka pierwszoplanowa                                             | Dama w vanie                                        | Nominacja | [ 19 ] |
| Nagrody Gildii Aktorów Ekranowych                                              | 2002 | Najlepsza obsada w filmie                                                     | Gosford Park                                        | Wygrana   | [ 20 ] |
| Nagrody Gildii Aktorów Ekranowych                                              | 2012 | Najlepsza aktorka w miniserialu lub filmie telewizyjnym                       | Downton Abbey                                       | Nominacja | [ 20 ] |
| Nagrody Gildii Aktorów Ekranowych                                              | 2013 | Najlepsza aktorka drugoplanowa                                                | Hotel Marigold                                      | Nominacja | [ 20 ] |
| Nagrody Gildii Aktorów Ekranowych                                              | 2013 | Najlepsza obsada w filmie                                                     | Hotel Marigold                                      | Nominacja | [ 20 ] |
| Nagrody Gildii Aktorów Ekranowych                                              | 2013 | Najlepsza aktorka w serialu dramatycznym                                      | Downton Abbey                                       | Nominacja | [ 20 ] |
| Nagrody Gildii Aktorów Ekranowych                                              | 2013 | Najlepsza obsada w serialu dramatycznym                                       | Downton Abbey                                       | Wygrana   | [ 20 ] |
| Nagrody Gildii Aktorów Ekranowych                                              | 2014 | Najlepsza aktorka w serialu dramatycznym                                      | Downton Abbey                                       | Wygrana   | [ 20 ] |
| Nagrody Gildii Aktorów Ekranowych                                              | 2014 | Najlepsza obsada w serialu dramatycznym                                       | Downton Abbey                                       | Nominacja | [ 20 ] |
| Nagrody Gildii Aktorów Ekranowych                                              | 2015 | Najlepsza aktorka w serialu dramatycznym                                      | Downton Abbey                                       | Nominacja | [ 20 ] |
| Nagrody Gildii Aktorów Ekranowych                                              | 2015 | Najlepsza obsada w serialu dramatycznym                                       | Downton Abbey                                       | Wygrana   | [ 20 ] |
| Nagrody Gildii Aktorów Ekranowych                                              | 2016 | Najlepsza aktorka w serialu dramatycznym                                      | Downton Abbey                                       | Nominacja | [ 20 ] |
| Nagrody Gildii Aktorów Ekranowych                                              | 2016 | Najlepsza obsada w serialu dramatycznym                                       | Downton Abbey                                       | Wygrana   | [ 20 ] |
| Nagrody Gildii Aktorów Ekranowych                                              | 2017 | Najlepsza obsada w serialu dramatycznym                                       | Downton Abbey                                       | Nominacja | [ 20 ] |
| Nagrody specjalne Brytyjskiej Akademii Sztuk Filmowych i Telewizyjnych (BAFTA) | 1993 | Nagroda specjalna                                                             | —                                                   | Wygrana   | [ 19 ] |
| Nagrody specjalne Brytyjskiej Akademii Sztuk Filmowych i Telewizyjnych (BAFTA) | 1996 | BAFTA Fellowship                                                              | —                                                   | Wygrana   | [ 19 ] |
| Nagrody Telewizyjne Akademii Brytyjskiej (BAFTA)                               | 1984 | Najlepsza aktorka                                                             | All for Love (odcinek „Mrs. Silly”)                 | Nominacja | [ 19 ] |
| Nagrody Telewizyjne Akademii Brytyjskiej (BAFTA)                               | 1989 | Najlepsza aktorka                                                             | Talking Heads (odcinek „Bed Among the Lentils”)     | Nominacja | [ 19 ] |
| Nagrody Telewizyjne Akademii Brytyjskiej (BAFTA)                               | 1993 | Najlepsza aktorka                                                             | Screen Two (odcinek „Memento Mori”)                 | Nominacja | [ 19 ] |
| Nagrody Telewizyjne Akademii Brytyjskiej (BAFTA)                               | 2000 | Najlepsza aktorka                                                             | David Copperfield                                   | Nominacja | [ 19 ] |
| Nagrody Telewizyjne Akademii Brytyjskiej (BAFTA)                               | 2012 | Najlepsza aktorka drugoplanowa                                                | Downton Abbey                                       | Nominacja | [ 19 ] |
| Primetime Emmy                                                                 | 1993 | Najlepsza aktorka pierwszoplanowa w miniserialu lub programie specjalnym      | Great Performances (odcinek „Nagle, zeszłego lata”) | Nominacja | [ 21 ] |
| Primetime Emmy                                                                 | 2000 | Najlepsza aktorka drugoplanowa w miniserialu lub filmie telewizyjnym          | David Copperfield                                   | Nominacja | [ 21 ] |
| Primetime Emmy                                                                 | 2003 | Najlepsza aktorka pierwszoplanowa w miniserialu lub filmie telewizyjnym       | Mój dom w Umbrii                                    | Wygrana   | [ 21 ] |
| Primetime Emmy                                                                 | 2010 | Najlepsza aktorka pierwszoplanowa w miniserialu lub filmie telewizyjnym       | Opowieść Mary                                       | Nominacja | [ 21 ] |
| Primetime Emmy                                                                 | 2011 | Najlepsza aktorka drugoplanowa w miniserialu lub filmie telewizyjnym          | Downton Abbey                                       | Wygrana   | [ 21 ] |
| Primetime Emmy                                                                 | 2012 | Najlepsza aktorka drugoplanowa w serialu dramatycznym                         | Downton Abbey                                       | Wygrana   | [ 21 ] |
| Primetime Emmy                                                                 | 2013 | Najlepsza aktorka drugoplanowa w serialu dramatycznym                         | Downton Abbey                                       | Nominacja | [ 21 ] |
| Primetime Emmy                                                                 | 2014 | Najlepsza aktorka drugoplanowa w serialu dramatycznym                         | Downton Abbey                                       | Nominacja | [ 21 ] |
| Primetime Emmy                                                                 | 2016 | Najlepsza aktorka drugoplanowa w serialu dramatycznym                         | Downton Abbey                                       | Wygrana   | [ 21 ] |
| Tony                                                                           | 1975 | Najlepsza aktorka pierwszoplanowa w dramacie                                  | Private Lives                                       | Nominacja | [ 22 ] |
| Tony                                                                           | 1980 | Najlepsza aktorka pierwszoplanowa w dramacie                                  | Night and Day                                       | Nominacja | [ 22 ] |
| Tony                                                                           | 1990 | Najlepsza aktorka pierwszoplanowa w dramacie                                  | Lettice and Lovage                                  | Wygrana   | [ 22 ] |
| Złote Globy                                                                    | 1964 | Debiutantka roku                                                              | Z życia VIP-ów                                      | Nominacja | [ 23 ] |
| Złote Globy                                                                    | 1966 | Najlepsza aktorka w filmie dramatycznym                                       | Otello                                              | Nominacja | [ 23 ] |
| Złote Globy                                                                    | 1970 | Najlepsza aktorka w filmie dramatycznym                                       | Pełnia życia panny Brodie                           | Nominacja | [ 23 ] |
| Złote Globy                                                                    | 1973 | Najlepsza aktorka w filmie komediowym lub musicalu                            | Podróże z moją ciotką                               | Nominacja | [ 23 ] |
| Złote Globy                                                                    | 1979 | Najlepsza aktorka w filmie komediowym lub musicalu                            | Suita kalifornijska                                 | Wygrana   | [ 23 ] |
| Złote Globy                                                                    | 1987 | Najlepsza aktorka drugoplanowa w filmie                                       | Pokój z widokiem                                    | Wygrana   | [ 23 ] |
| Złote Globy                                                                    | 2002 | Najlepsza aktorka drugoplanowa w filmie                                       | Gosford Park                                        | Nominacja | [ 23 ] |
| Złote Globy                                                                    | 2004 | Najlepsza aktorka w miniserialu lub filmie telewizyjnym                       | Mój dom w Umbrii                                    | Nominacja | [ 23 ] |
| Złote Globy                                                                    | 2012 | Najlepsza aktorka drugoplanowa w serialu, miniserialu lub filmie telewizyjnym | Downton Abbey                                       | Nominacja | [ 23 ] |
| Złote Globy                                                                    | 2013 | Najlepsza aktorka drugoplanowa w serialu, miniserialu lub filmie telewizyjnym | Downton Abbey                                       | Wygrana   | [ 23 ] |
| Złote Globy                                                                    | 2013 | Najlepsza aktorka w filmie komediowym lub musicalu                            | Kwartet                                             | Nominacja | [ 23 ] |
| Złote Globy                                                                    | 2016 | Najlepsza aktorka w filmie komediowym lub musicalu                            | Dama w vanie                                        | Nominacja | [ 23 ] |